# 현대문화연구센터
현대문화연구센터(영어: Centre for Contemporary Cultural Studies, CCCS)는 영국 버밍엄 대학교에 있는 문화연구소이다. 1964년 스튜어트 홀(Stuart Hall) 과 최초의 소장인 리차드 호가트(Richard Hoggart)에 의해 설립되었다. 문화연구 발전에 비판적인 역할을 하고있으며, 다양한 주제들에 대한 연구에 공헌을 하고 있다.